# کورنلیوس جانسون
کورنلیوس جانسون (انگلیسی: Cornelius Johnson; ۲۸ اوت ۱۹۱۳ – ۱۵ فوریهٔ ۱۹۴۶) ورزشکار پرش ارتفاع اهل ایالات متحده آمریکا بود.